# Churamiti maridadi
Churamiti maridadi é uma espécie de sapo endêmico na Tanzânia. É o único membro do gênero Churamiti. Está listado como uma espécie em perigo crítico devido à perda de seu habitat.